# Herrin (Nord)
Herrin település Franciaországban, Nord megyében. Lakosainak száma 426 fő (2022. január 1.). Herrin Wavrin, Allennes-les-Marais és Gondecourt községekkel határos.

## Népesség
A település népességének változása:
| Lakosok száma | 402  | 416  | 429  | 421  | 422  | 418  | 421  | 423  | 426  |
|               | 2013 | 2015 | 2016 | 2017 | 2018 | 2019 | 2020 | 2021 | 2022 |